# دان اگوست
دان اگوست (انگلیسی: Don August؛ زادهٔ ۳ ژوئیهٔ ۱۹۶۳) بازیکن بیس‌بال اهل ایالات متحده آمریکا است.
وی در مسابقات کشوری و بین‌المللی در مجموع برندهٔ ۱ مدال نقره شده‌است.